# 北川祐
北川 祐（きたがわ ゆう - 1992年8月3日 - ）は、愛知県出身の元フットサル選手。現役時代のポジションはアラ。元バサジィ大分所属。
引退後の現在はサッカー指導者として「updateサッカーフットサルスクール」を立ち上げ運営。

## 選手歴
- 2011年 - 2014年 名古屋オーシャンズサテライト
- 2013年、14年 FリーグU23選抜選出[3][4]
- 2014年 名古屋オーシャンズ特別指定登録選手[5]
- 2014年 東海オールスター[2]
- 2015年 - 2017年 バサジィ大分（Fリーグ）[6]

## 指導歴・その他活動
- 2020年 名古屋高校サッカー部 技術コーチ
- 2020年 updateサッカー・フットサルスクール設立[2]
- 2023年 ブランド「ReneX」立ち上げ

## 資格
- JFA公認 サッカー指導者C級ライセンス[2]
- JFA公認 フットサル指導者C級ライセンス[2]